# La puerta abierta
La puerta abierta es una película dramática española del año 2016, dirigida por Marina Seresesky y protagonizada por Carmen Machi, Terele Pávez, Asier Etxeandía y Lucía Balas. Producción Sergio Bartolomé, José Alberto Sánchez, Álvaro Lavín y Roberto Fernández.

## Argumento
Rosa ha heredado el oficio de su madre Antonia, una mujer que ahora se cree Sara Montiel y que ha convertido su día a día en un verdadero infierno. En el mundo de la prostitución en el que están sumergidas, Rosa no sabe ser feliz. Pero la llegada de un nuevo integrante a su peculiar familia le dará una oportunidad inigualable para lograrlo.

## Producción y rodaje
La película se filmó en diversas localizaciones, entre ellas en los barrios madrileños de Carabanchel, Arganzuela y Centro (donde se rodó en una corrala) o en la localidad valencia de Cullera.
La actriz Amparo Baró iba a interpretar a Antonia pero debido a su mala salud, tanto Baró como la directora Marina Seresesky decidieron que la actriz Terele Pávez la sustituyese. Baró falleció el 29 de enero de 2015 y la película está dedicada a su memoria.

## Reparto
| Intérprete            | Personaje              |
| --------------------- | ---------------------- |
| Carmen Machi          | Rosa                   |
| Terele Pávez          | Antonia                |
| Asier Etxeandía       | Lupita                 |
| Paco Tous             | Paco                   |
| Lucía Balas           | Lyuba                  |
| Sonia Almarcha        | Juana                  |
| Yoima Valdés          | Teresa                 |
| Emilio Palacios       | Yuri                   |
| Mar Saura             | Isabel                 |
| Christian Sánchez     | Carlos                 |
| Hugo Ndiaye           | Eduardito              |
| Monika Kowalska       | Masha                  |
| Susana Hernáiz        | Susana                 |
| Ana Pascual           | Charo                  |
| Valentina Medda       | Valentina              |
| Serringe Keita        | Padre de Eduardito     |
| Gonzalo Lumbreras     | Amigo                  |
| Antonio Muñoz de Mesa | Presentador Campanadas |

## Premios
| Premio        | Año  | Categoría                 | Nominados         | Resultado | Ref.  |
| ------------- | ---- | ------------------------- | ----------------- | --------- | ----- |
| Premios Goya  | 2017 | Mejor actriz protagonista | Carmen Machi      | Nominada  | [ 6 ] |
| Premios Goya  | 2017 | Mejor actriz de reparto   | Terele Pávez      | Nominada  | [ 6 ] |
| Premios Feroz | 2017 | Mejor comedia             | La puerta abierta | Nominada  | [ 7 ] |
| Premios Feroz | 2017 | Mejor actriz protagonista | Carmen Machi      | Nominada  | [ 7 ] |
| Premios Feroz | 2017 | Mejor actriz de reparto   | Terele Pávez      | Nominada  | [ 7 ] |